# Kusksu
Les kusksu són unes sopes tradicionals malteses elaborades principalment amb faves de temporada, petites boletes de pasta semblants al cuscús (també anomenades kusksu), i ġbejniet fresques. El kusksu, que dona nom a la sopa, és una “pasta en miniatura” gruixuda, ideal per a coccions lentes. Un cop cuita, la pasta curta proporciona a la sopa una textura cremosa i reconfortant, ideal per als dies freds.

## Origen
Degut a la semblança amb el cuscús, és probable que el kusksu s’originés durant el període àrab de Malta. Tanmateix, les proves documentals d’aquesta època són escasses. Una font fiable del segle XVIII fa referència a una pasta en forma de grans de pebre, la qual cosa suggereix que la pasta de kusksu era un aliment present a la dieta maltesa.

## Ingredients

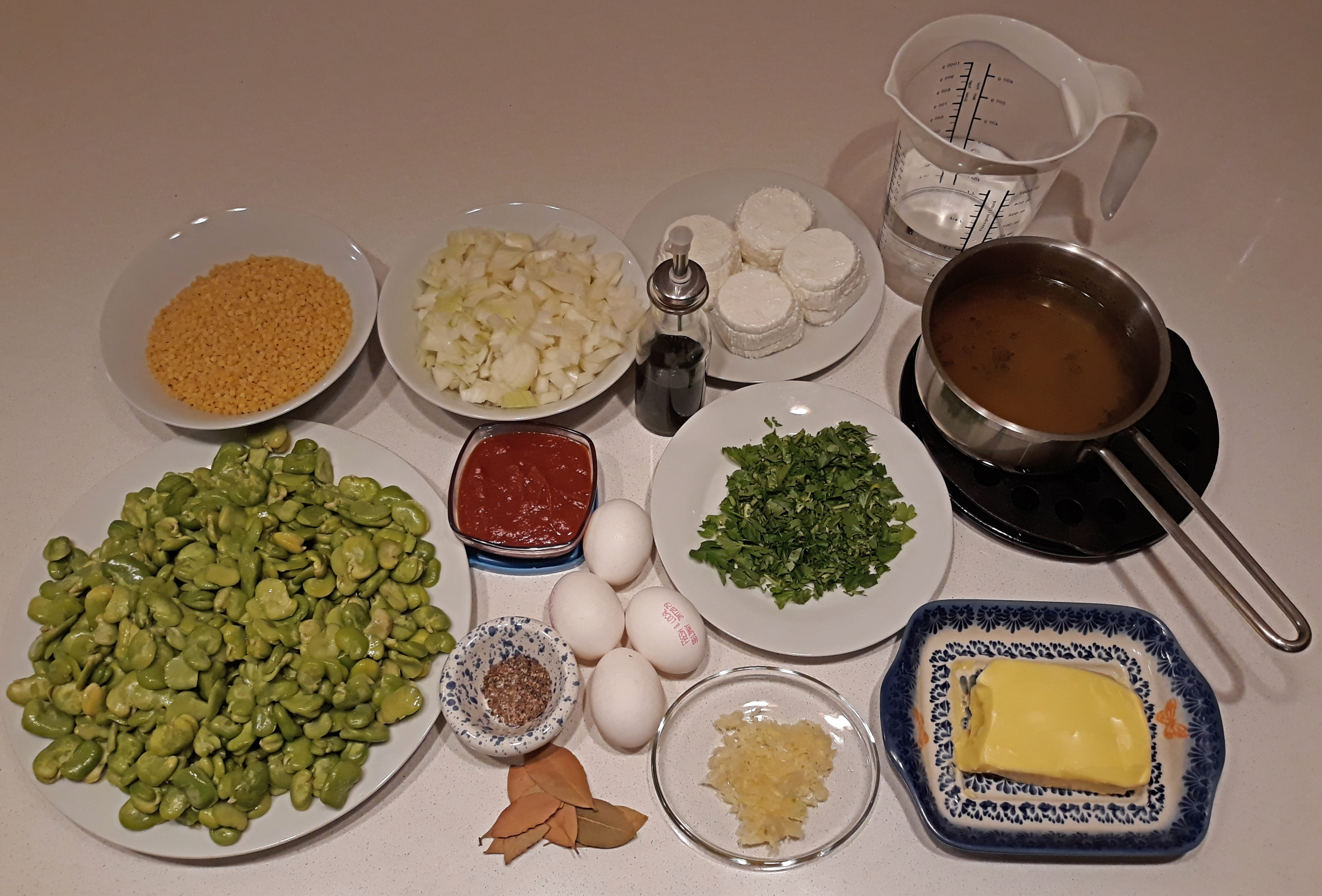
Els ingredients principals del kusksu

L’ingredient principal de la sopa és la fava, coneguda localment com a ful. S’adapta bé al clima maltès i pot arribar a ser invasiva si no es controla. A Malta, normalment se sembra al desembre i es recol·lecta a principis de primavera. El cultiu requereix poca o cap atenció, i la majoria de pagesos no en reguen el conreu.
Les petites boletes de pasta són l’altre ingredient clau. A més de donar nom a la sopa, aquesta pasta, lleugerament més gran que un gra de coriandre, hi aporta espessor. És disponible arreu de Malta, però pot ser difícil de trobar en altres països.
Altres ingredients típics del kusksu són la ġbejna fresca maltesa (afegida just abans de servir), grans quantitats de ceba i all fregits en oli d’oliva o mantega, fulles de llor, concentrat de tomata, ous escalfats directament dins la sopa, brou vegetal, sal, pebre i julivert per decorar.

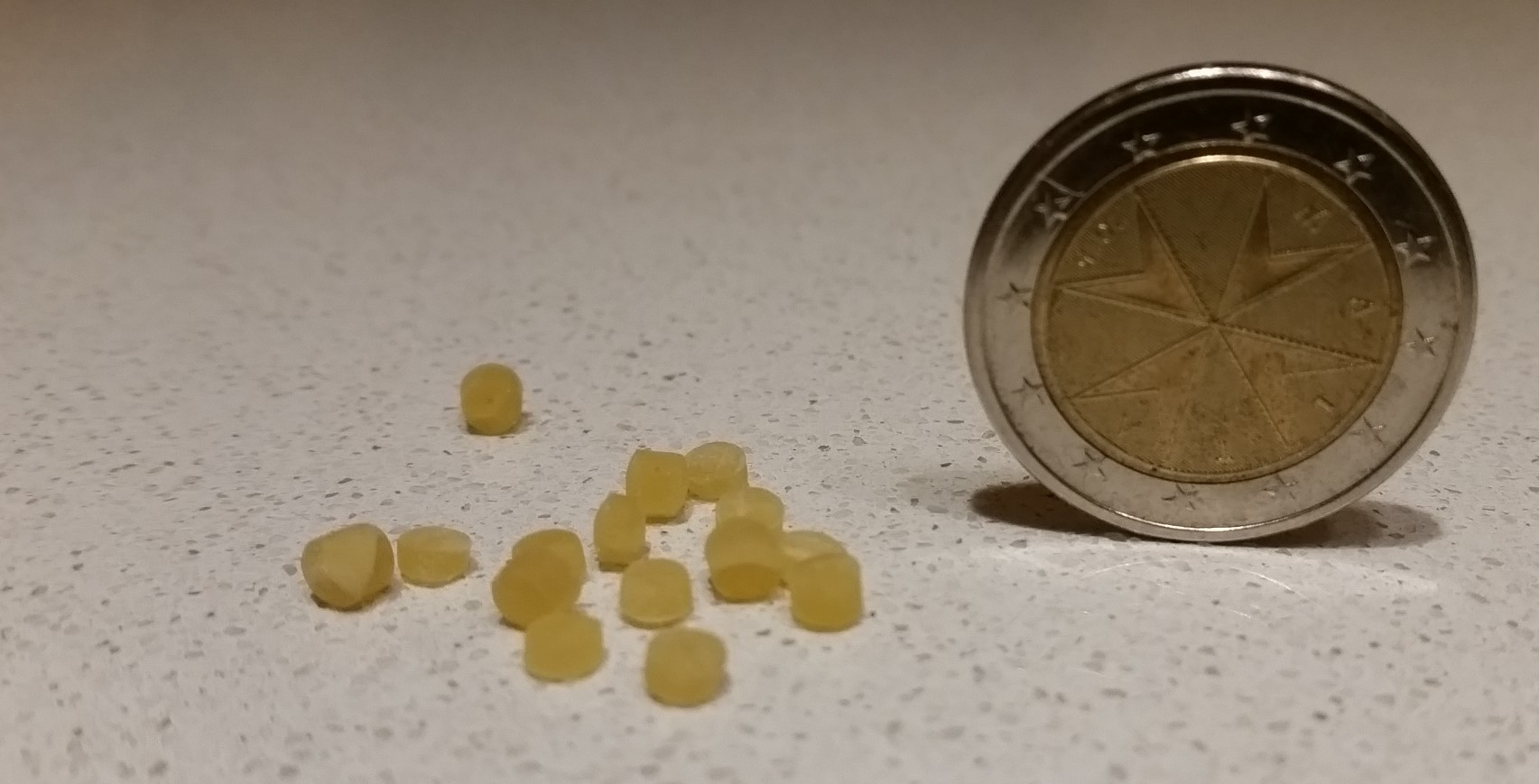
Boletes de pasta de kusksu i una moneda de 2€.

## Variacions
Existeixen diverses versions d’aquest plat maltès. Algunes incorporen peix, altres hi afegeixen cansalada, col o carabassa. Tanmateix, les versions més “autèntiques” o potser més “originals” del plat, conegudes com a kusksu bil-ful (kusksu amb faves), tendeixen a utilitzar ingredients més simples i de temporada. El 2002, MaltaPost va emetre una sèrie de segells dedicats a la cuina maltesa i hi va incloure la versió tradicional del plat, el kusksu bil-ful.